# Гилкрайст, Гарлин
Гарлин Гилкрайст (англ. Garlin Gilchrist; род. 25 сентября 1982, Детройт, Мичиган) — американский государственный и политический деятель. С 2019 года занимает должность вице-губернатора штата Мичиган. Член Демократической партии.

## Ранний период жизни
Родился в Детройте в 1982 году. Затем его семья переехала в Фармингтон, штат Мичиган. Его мать проработала в General Motors 32 года, а отец работал в управлении оборонными контрактами Министерства обороны США. В 2005 году окончил инженерный колледж Мичиганского университета, получив степень бакалавра технических наук в области информатики и компьютерной инженерии.

## Карьера
Переехал в Редмонд, штат Вашингтон, и четыре года работал в Microsoft инженером-программистом, где участвовал в создании SharePoint. Затем работал организатором и директором по новым медиа в Центре общественных изменений, в настоящее время известном как Community Change. Позже работал на MoveOn в Вашингтоне в должности директора.
В июле 2014 года вернулся в Детройт, работая в городском правительстве под руководством директора по информационным технологиям Бет Ниблок в качестве директора по инновациям и новым технологиям. Создал приложение для смартфонов Improve Detroit, которое позволяет жителям сообщать о проблемах, которые городские власти должны решить. Был исполнительным директором-основателем Центра ответственности социальных сетей в Школе информации Мичиганского университета.
В 2017 году баллотировался на должность городского клерка Детройта против Дженис Уинфри. Проиграл, уступив ей 1482 голоса.
В 2019 году был выбран чемпионом Community Change в области организации сообщества за его работу по продвижению социальной и расовой справедливости в Соединённых Штатах Америки.

### Вице-губернатор Мичигана

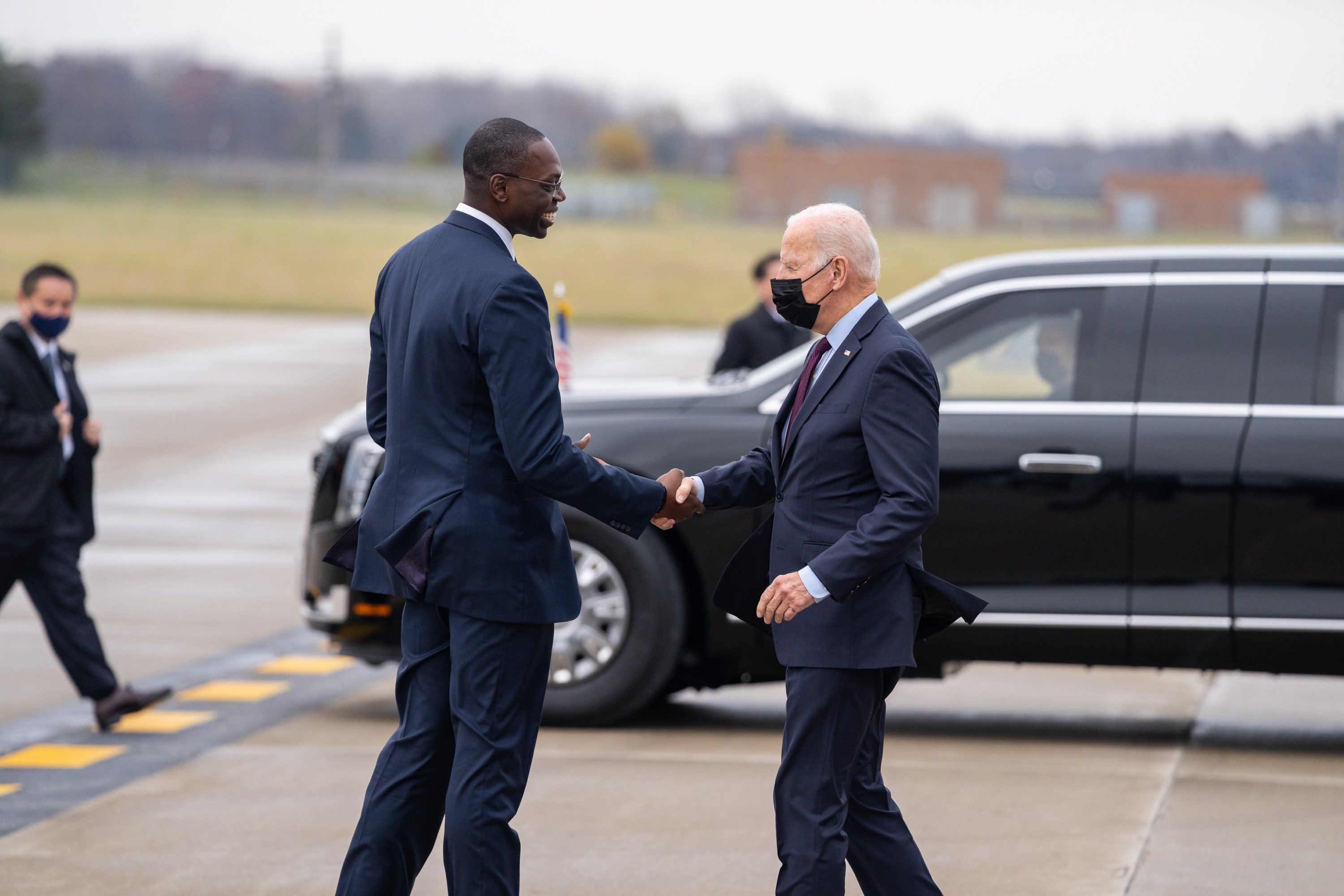
Гарлин Гилкрайст приветствует президента США Джо Байдена в ноябре 2021 года в Детройте.

Гретхен Уитмер выбрала Гарлина Гилкрайста своим напарником на выборах губернатора Мичигана в 2018 году. Они одержали победу над республиканцами Биллом Шюттом и Лизой Постумус Лайонс. Стал первым афроамериканцем, занявшим должность вице-губернатора Мичигана, а также первым, родившимся в 1980-х годах. Вступил в должность 1 января 2019 года.
9 апреля 2020 года Гретхен Уитмер назначила его председателем рабочей группы штата по изучению расовых различий в условиях пандемии COVID-19. Позже он заявил о своей победе в сокращении расового неравенства в смертности от COVID-19, но, по мнению экспертов в области общественного здравоохранения, это изменение расового неравенства в смертности от COVID-19 может быть связано с всплеском заболеваемости среди белых людей, живущих по всему штату.
Был назначен заместителем председателя Национального съезда Демократической партии в 2020 году.

## Личная жизнь
Женат, имеет троих детей.